# Vuelta a Guatemala
La Vuelta a Guatemala è una corsa a tappe maschile di ciclismo su strada che si svolge annualmente in Guatemala. È inserita nel calendario dell'UCI America Tour come gara di classe 2.2.

## Storia
Creata nel 1957, è rimasta aperta ai soli dilettanti fino al 2001. Nel 2002 fu riclassificata come gara di classe 2.5, poi dal 2005 diventò 2.2 e fu inserita nel calendario del circuito continentale americano. L'edizione 2005 tuttavia non fu disputata a causa dell'uragano Stan.
Al termine dell'edizione 2004, nove corridori furono trovati positivi ai controlli anti-doping al testosterone o all'EPO, tra cui i primi quattro della classifica generale: Lizandro Ajcú (vincitore), Noel Vásquez (2º), Carlos López González (3º), Federico Muñoz (4º), Yeisson Delgado (7º), Nery Felipe Velásquez (9º), José Reynaldo Murillo (15º), David Calanche (17º) e Abel Jocholá (32º). Tutti furono declassati e successivamente sospesi.

## Albo d'oro
Aggiornato all'edizione 2024.
| Anno | Vincitore              | Secondo                | Terzo                      |
| ---- | ---------------------- | ---------------------- | -------------------------- |
| 1957 | Jorge Surqué           | Jorge Armas            | Román Teja                 |
| 1958 | Hernán Medina Calderón | Honório Rua            | Roberto Buitrago           |
| 1959 | Aureliano Cuque        | Jorge Surqué           | Carlos Rafael González     |
| 1960 | Jorge Alfonso Luque    | Eduardo Bustos         | Aureliano Cuque            |
| 1961 | Aureliano Cuque        | Rogelio Hernández      | José Manuel López          |
| 1962 | Esteban Martín Jiménez | Joel Aquino            | Sabás Cervantes            |
| 1963 | Juan Pontaza           | Sabas Cervantes        | Joel Aquino                |
| 1964 | Rubén Darío Gómez      | Pablo Hernandez        | Juan Pontaza               |
| 1965 | José Segú              | Ventura Díaz           | Luis Enrique Pineda        |
| 1966 | Saturnino Rustrián     | Joel Aquino            | Gustavo Rincón             |
| 1967 | Benigno Rustrián       | Jorge Colindres        | Saturnino Rustrián         |
| 1968 | Manuel Galera          | Gustavo Rincón         | Saturnino Rustrián         |
| 1969 | Fulgencio Sánchez      | Enrique Sahagún        | José Albelda Tormo         |
| 1970 | José Albelda Tormo     | J. M. Santisteban      | Antonio Menéndez           |
| 1971 | Mario Nufio            | Virgilio Pineda        | Saturnino Rustrián         |
| 1972 | Samuel Herrera         | Saturnino Rustrián     | Mario Nufio                |
| 1973 | Luis Leonardo Tovar    | Carlos Campaña         | Alberto Duarte             |
| 1974 | non disputata          | non disputata          | non disputata              |
| 1975 | Manuel Ceja            | Areliano Hernandez     | Tito Lugo                  |
| 1976 | Patrocinio Jiménez     | Wilfredo Insuasti      | Carlos Julio Siachoque     |
| 1977 | Patrocinio Jiménez     | Carlos Julio Siachoque | Luis Enrique Murillo       |
| 1978 | non disputata          | non disputata          | non disputata              |
| 1979 | Bernardo Cólex         | Tito Lugo              | Ignacio Mosqueda           |
| 1980 | Samuel Cabrera         | Israel Corredor        | Carlos Silvestre           |
| 1981 | Héctor Dubón           | Alexis Villalobos      | Miguel Arias               |
| 1982 | Rafael Tolosa          | Martín Ramírez         | Jesús María Segura         |
| 1983 | Víctor Castañeda       | Héctor Patarroyo       | Glenn Sanders              |
| 1984 | Edín Roberto Nova      | Antonio Londoño        | Óscar de Jesús Vargas      |
| 1985 | Héctor Patarroyo       | Robenson Pacheco       | Andrés Brenes              |
| 1986 | Josúe López            | Juan Carlos Arias      | Mascos Quezada             |
| 1987 | Orlando Castillo       | Jair Bernal            | Dubán Ramírez              |
| 1988 | Edín Roberto Nova      | Leonardo Obispo        | Luis Morera                |
| 1989 | Dinael Vargas          | Edín Roberto Nova      | Jair Bernal                |
| 1990 | Adolfo Rico            | Raúl Gómez Suarez      | Edín Roberto Nova          |
| 1991 | Andrés Brenes          | Gustavo Mesén          | Alfredo Zamora             |
| 1992 | José Castelblanco      | Jair Bernal            | Hugo Bolívar               |
| 1993 | José Robles            | Luis Cárdenas          | José Castelblanco          |
| 1994 | Eliézer Valdez         | Adolfo Rico            | José Ibáñez                |
| 1995 | Jairo Hernández        | Ismael Sarmiento       | Luis Cárdenas              |
| 1996 | Graciano Fonceca       | Ismael Sarmiento       | Raúl Gómez Suarez          |
| 1997 | Rodolfo Muj            | John Lieswyn           | José Robles López          |
| 1998 | Ismael Sarmiento       | Ubaldo Mesa            | Julio César Rangel         |
| 1999 | Fernando Escobar       | Luis Orán Castañeda    | Miguel Ángel Arroyo        |
| 2000 | Fermin Méndez          | Gregorio Ladino        | José Alexis Rojas          |
| 2001 | Gregorio Ladino        | Ismael Sarmiento       | Álvaro Lozano              |
| 2002 | Víctor Hugo González   | José Daniel Bernal     | Amilcar Gramajo            |
| 2003 | César Salazar          | Julio César Rangel     | Mauricio Ortega            |
| 2004 | Paulo Vargas           | Gregorio Ladino        | Carlos Maya                |
| 2005 | non disputata          | non disputata          | non disputata              |
| 2006 | Juan Carlos Rojas      | Hernán Muñoz           | Juan Solis                 |
| 2007 | Carlos López Gonzalez  | Rafael Montiel         | Carlos Ochoa               |
| 2008 | Manuel Medina          | Johnny Morales         | Edwin Becerra              |
| 2009 | Juan Carlos Rojas      | José Sarmiento         | Manuel Medina              |
| 2010 | Giovanny Báez          | Juan Pablo Suárez      | Francisco Colorado         |
| 2011 | non disputata          | non disputata          | non disputata              |
| 2012 | Ramiro Rincón          | Freddy Piamonte        | Román Villalobos           |
| 2013 | Óscar Eduardo Sánchez  | Jonathan Millán        | Juan Sebastián Tamayo      |
| 2014 | Alex Cano              | Francisco Colorado     | Óscar Sevilla              |
| 2015 | Román Villalobos       | Wilmar Pérez           | Manuel Rodas Ochoa         |
| 2016 | Román Villalobos       | Manuel Rodas           | Víctor García Estévez      |
| 2017 | Manuel Rodas           | Alfredo Ajpacaja       | Alder Torres               |
| 2018 | Alfredo Ajpacaja       | Manuel Rodas           | Jhonnatan De León          |
| 2019 | Manuel Rodas           | Alfredo Ajpacaja       | Juan Mardoqueo Vásquez     |
| 2020 | Juan Mardoqueo Vásquez | Santiago Ordoñez       | Byron Guamá                |
| 2021 | non disputata          | non disputata          | non disputata              |
| 2022 | Juan Mardoqueo Vásquez | Wilmar Pérez           | Santiago Montenegro        |
| 2023 | Gerson Toc             | Byron Guamá            | Stalin Wladimir Puentestar |
| 2024 | Fabian Robinson Lopez  | Juan Mardoqueo Vásquez | David Alejandro Gonzalez   |